# Mount Orestes
Mount Orestes ist ein markanter Berg von mehr als 1600 m Höhe, der östlich des Bull-Passes in der Olympus Range im ostantarktischen Viktorialand aufragt.
Teilnehmer einer von 1958 bis 1959 durchgeführten Kampagne im Rahmen der neuseeländischen Victoria University’s Antarctic Expeditions benannten ihn nach Orestes, Sohn des Agamemnon und der Klytaimnestra aus der griechischen Mythologie.